# ローン・マイケルズ
ローン・マイケルズ（Lorne Michaels、1944年11月17日 - ）は、カナダ出身のTV、映画プロデューサー。サタデー・ナイト・ライブの製作者として知られる。またサタデー・ナイト・ライブのキャラクターの映画化作品や、サタデー・ナイト・ライブ出身者が出演する映画のプロデュースを行っている。

## 作品

### テレビ
- 30 ROCK/サーティー・ロック シーズン3
- 30 ROCK/サーティー・ロック シーズン2
- 30 ROCK/サーティー・ロック シーズン1
- ザ・トゥナイト・ショー 2014
- レイトナイト 1993年
- サタデー・ナイト・ライブ
- モンティ・パイソンのザ・ラットルズ TVM

### 映画
- アメリカン・レポーター
- スタテン・アイランド・サマー
- 人生はノー・リターン 〜僕とオカン、涙の3000マイル〜
- ほぼ冒険野郎　マクグルーバー
- ベイビーママ
- ホット・ロッド／めざせ！不死身のスタントマン
- ミーン・ガールズ
- エニグマ
- レディース★マン
- スーパースター　爆笑スター誕生計画
- ロクスベリー・ナイト・フィーバー
- プロブレムでぶ／何でそうなるの?!
- ブレイン・キャンディ
- クリス・ファーレイはトミーボーイ
- アル・フランケンはMr.ヘルプマン
- 名犬ラッシー
- ウェインズ・ワールド2
- コーンヘッズ
- ウェインズ・ワールド
- サボテン・ブラザース